# Американские истории ужасов
«Американские истории ужасов» (англ. American Horror Stories) — американский телесериал-антология в жанре ужасы, спин-офф сериала «Американская история ужасов» и 3 сериал одноимённой франшизы, созданный и поставленный Райаном Мёрфи и Брэдом Фэлчаком. Среди участников оригинального актёрского состава в главных ролях появились: Мэтт Бомер, Селия Финкельштейн, Наоми Гроссман, Джон Кэрролл Линч, Чарльз Мелтон, Билли Лурд, Чад Джеймс Бьюкэнэн, Коди Ферн, Дилан Макдермотт, Джейми Брюэр, Денис О’Хэр, Мэтт Ласки, Габури Сидибе, Макс Гринфилд, Остин Вудс, Сет Гейбл, Ребекка Дайан, Кэмерон Копертуэйт, Спенсер Невилл и Тедди Сирс. Первый сезон вышел 15 июля 2021 года. 13 августа 2021 года телеканал FX продлил сериал на второй сезон, премьера которого состоялась 21 июля 2022 года.
Несмотря на то, что сериал был продлен на третий сезон, на него повлияла забастовка Гильдии сценаристов Америки 2023 года.
Премьера первой части третьего сезона состоялась 26 октября 2023 года как четырехсерийный Хэллоуин, а остальные серии были сняты после забастовки и выйдет в эфир ориентировочно в 2024 году. Вторая часть третьего сезона из 5 серий выйдет 15 октября, также в день Хэллоуина. 

## Сюжет
Концепция проекта заключается в том, что каждый новый эпизод содержит в себе новую историю, в отличие от оригинала, где аналогичная идея была с полноценными сезонами. Премьерные две серии и финал первого сезона посвящены теме дебютного сезона предшественника — «Дом-убийца», а эпизод «Кукольный домик» из второго сезона имеет связь с третьим сезоном «Шабаш».

## В ролях

### Первый сезон
1. «Женщина в латексе: часть первая»
- Мэтт Бомер – Майкл Уинслоу
- Гэвин Крил – Трой Уинслоу
- Сиерра Маккормик – Скарлетт Уинслоу
- Пэрис Джексон – Майя
- Белисса Эскобедо – Шанти
- Меррин Данги – доктор Энди Грант
- Селена Слоун – Эрин
- Эшли Мартин Картер – Ровена
- Валери Лу – Николь

2. «Женщина в латексе: часть вторая»
- Мэтт Бомер – Майкл Уинслоу
- Гэвин Крил – Трой Уинслоу
- Сиерра Маккормик – Скарлетт Уинслоу
- Кайя Гербер – Руби Макдэниел
- Пэрис Джексон – Майя
- Белисса Эскобедо – Шанти
- Меррин Данги – доктор Энди Грант
- Аарон Твейт – Адам
- Селена Слоун – Эрин
- Эшли Мартин Картер – Ровена
- Валери Лу – Николь
- Селия Финкельштейн – няня Глэдис

 3. «Автокинотеатр»
- Рензи Фелиз – Чед
- Мэдисон Бэйли – Келли
- Бен Дж. Пирс – Ди Ди
- Наоми Гроссман – Рабид Рут
- Леонардо Чекки – Майло
- Кайл Ред Силверштейн – Куинн
- Эми Грабов – Типпер Гор
- Эдриенн Барбо – Верна
- Джон Кэрролл Линч – Ларри Биттерман

4. «Список непослушных»
- Кевин Макхейл – Барри
- Нико Гритэм – Зинн
- Диллон Бёрнсайд – Джеймс
- Чарльз Мелтон – Уайатт
- Танека Джонсон – Детектив Гиббс
- Дэнни Трехо – Санта-Клаус

5. «Баал»
- Билли Лурд – Лив Уитли
- Ронен Рубинштейн – Мэтт Уэбб
- Вирджиния Гарднер – Бернадетт
- Ванесса Уильямс – доктор Элеанор Бергер
- Майкл Б. Сильвер – доктор Моундс
- Кимберли Драммонд – Эмма
- Чад Джеймс Бьюкэнэн – Рори
- Джейк Чой – Стэн
- Миша Гонзалес – Норма

6. «Одичавший»
- Коди Ферн – Стэн Фогель
- Аарон Твейт – Джей Ганц
- Тиффани Дюпон – Эдди Ганц
- Блейк Шилдс – Боб Бирч
- Колин Тандберг – Джейкоб Ганц

7. «Игра окончена»
- Дилан Макдермотт – доктор Бен Хармон
- Сиерра Маккормик – Скарлетт Уинслоу
- Кайя Гербер – Руби Макдэниел
- Пэрис Джексон – Майя
- Меррин Данги – доктор Энди Грант
- Мерседес Масон – Мишелль
- Ноа Сайрус – Конни
- Адам Хэгенбуч – Дилан
- Джейми Брюэр – Аделаида «Эдли» Лэнгдон
- Джон Бразертон – Стивен
- Николас Бехтель – Рори
- Том Ленк – Агент Тим
- Селена Слоун – Эрин
- Эшли Мартин Картер – Ровена
- Валери Лу – Николь

### Второй сезон
1. «Кукольный домик»
Основные персонажи:
- Денис О'Хэр – Ван Вирт
- Кристин Фроcет – Коби Деллум
- Хьюстон Джакс Тоу – Отис / Сполдинг
- Эбби Корриган – Аурелия
- Симона Рекаснер[англ.] – Харлин
- Марисса Менедез – Фэй
- Эмили Моралес-Кабрера – Бонни
- Мэтт Ласки – Юстас
- Кэйтлин Далани – Анна Ли Лейтон

Камео:
- Косима Кабрера – юная ведьма
- Женевьева Айткен – Эллен
- Саймон Поттер – любовник
- Элли Грэйс Померой – юная Миртл Сноу

2. «Аура»
Основные персонажи:
- Габури Сидибе – Джаслин Тейлор
- Макс Гринфилд – Брайс Тейлор
- Джоэл Светоу[англ.] – Дейл Хендрикс
- Лили Рорен – Мэри Джин Беркетт
- Винс Яп – Хван
- Нэнси Лайнхэн-Чарльз – Сестра Дейла Хендрикса

Камео:
- Кимберли Джэксон – юная Джаслин
- Аша Нваки – Джаслин в старшей школе
- Фредди Баснайт – офицер полиции № 1
- Грег Кохан – офицер полиции № 2
- Акила Хотеп – мать Джаслин
- Генри Лебланк – пожилой мужчина
- Скай Баррис – дочь
- Райан Люси – девушка лет 20-ти
- Дэйв Уайлдер – курьер
- Сэм Биксби – технический обозреватель
- Роберт Бушеми – местный житель
- Ван Эпперсон – управляющий зданием

 3. «Поездка»
Основные персонажи:
- Белла Торн – Марси
- Нико Гритхэм – Пол Теодор Уиновски
- Энтони де ла Торре[англ.] – Чэз
- Билли Бодега – Пайпер
- Остин Вудс – Уайатт

Камео:
- Кендалл Чаппелл – девушка из клуба
- Маршал Фокс – убийца

4. «Доярки»
Основные персонажи:
- Коди Ферн – Томас Браун
- Джулия Шлэпфер – Селеста
- Сет Гейбл – Пастор Уолтер
- Эддисон Тимлин – Делайла
- Иэн Шарки – Эдвард Браун

Камео:
- Кэмерон Ли Прайс – Даниэль
- Тайлер Эдкинс – Аврам
- Марк Данери – доктор
- Питер Банаховски – прихожанин
- Лорен Болдуин – прихожанин 2
- Эндрю Гарретт – прихожанин 3
- Саня Арнольд – Рэйчел
- Мадонна Янг Мэгги – пожилая женщина
- Келтон Уайт – молодой человек
- Стивен Джей Оливер – старик

5. «Кровавая Мэри»
Основные персонажи:
- Доминик Джексон[англ.] – Кровавая Мэри
- Куавенжане Уоллис – Бьянка
- Рэйвен Скотт – Элиза (Лиз)
- Кайла Дрю – Мэгги
- Кианна Симон – Лина Лоуренс
- Шейн Каллахан[англ.] – Историк
- Райан Д. Мэдисон – Анна
- Тиффани Ивонн Кокс – Мисс Брукс

Камео:
- Мэгги Карни – Маргарет Уорт
- Трой Барнс – Дэвид
- Марша Генри – Робин (мать сестёр)
- Анеция Форбс – Кендис
- Анжелика Айоаде – Кристен
- Джей Джей Батист – Ривер
- Джеймс Кокер – Мистер Миллер
- Селеста – Ниа
- Кэрол Джефферсон – мать Лины
- Уильям Ли Хьюстон – отец Лины

6. «Подтяжка лица»
Основные персонажи:
- Джудит Лайт – Вирджиния Мэллоу
- Ребекка Дайан – Доктор Энид Перл
- Бритт Лауэр – Фэй Мэллоу
- Тодд Уоринг[англ.] – Бэрни
- Корнелия Гест[англ.] – Кэсси Брукс

Камео:
- Кэри Скотт – Грейди
- Кэролайн Дженнифер Шоу – юная Фэй
- Гейб Фонсека – владелец
- Аннабель Борке – медицинский техник 1
- Нэйт Джилл – медицинский техник 2
- Курт Брайант – водитель
- Мара Фэйрклоу – сопровождающая
- Джек Пэрри – руководитель
- Харрисон Кон – студент
- Меган Ле – гость 1
- Джесси Графф – гость 2

7. «Некро»
Основные персонажи:
- Мэдисон Айсмен – Сэм
- Кэмерон Каупертуэйт – Чарли
- Спенсер Невилл – Джесси
- Джефф Дусетт – Хэндерсон
- Сара Сильва – подруга Сэм 1
- Джессика Ван[англ.] – подруга Сэм 2
- Челси М. Дэвис – подруга Сэм 3

Камео:
- Лорелея Оливия Моут – Сэйди
- Шарлотта Кайл – официантка
- Филип Аста – репортёр
- Джойс Гринлиф – церковная дама
- Мими Флетчер – сердитая медсестра

8. «Озеро»
- Алисия Сильверстоун — Эрин
- Оливия Руйр — Финн
- Тедди Сирс — Джеффри
- Бобби Хоган — Джейк
- Хезер Уинтерс — Милли Бун
- Джаррод Кроуфорд — шериф Малдак
- Тодд Кэттелл — Вреде Прескотт
- Майкл Оуэн — Мейнард Бун
- Хезер ван Зи — Хейли
- Даниэль Монтилья — Ной

## Производство
11 мая 2020 года Мёрфи раскрыл, что разрабатывается спин-офф «Американские истории ужасов»; в нём будут представлены антологические эпизоды, вместо длящейся до конца сезона сюжетной линии, как было показано в «Американской истории ужасов».
4 августа 2020 года было объявлено, что Сара Полсон станет режиссёром сериала, однако этого так и не произошло. В качестве режиссёров выступили Лони Перистер, Мэнни Кото, Лиз Фридлендер, Санаа Хамри, Эдуардо Санчес и Макс Уинклер.
Написанием сценария занимались Мэнни Кото, Райан Мёрфи, Брэд Фэлчак и Эли Адлер.
3 июня 2021 года стало известно, что премьера сериала состоится 15 июля 2021 на телеканале FX, а сразу после показа в эфире — серии будут доступны эксклюзивно для Hulu.
15 июня 2021 года был представлен первый тизер, а 8 июля 2021 — официальный трейлер.
Каждый эпизод имеет свою индивидуальную заставку, за исключением первых двух, разделяющих её между собой для соединения с ведущей темой повествования. Во время вступительных титров используется всё та же начальная тема и шрифт из оригинального сериала.
После окончания первого сезона, в августе 2021 года, шоу дали зелёный свет для продолжения.

## Кастинг
Мэтт Бомер, Гэвин Крил, Сиерра Маккормик, Кайя Гербер, Пэрис Джексон, Аарон Твейт, Меррин Данги, Селия Финкельштейн, Эшли Мартин Картер, Валери Лу, Селена Слоун и Белисса Эскобедо снялись в премьерных двух эпизодах, вышедших сразу в один день.
Среди других звёзд «Американской истории ужасов», которые появятся в сериале, — Наоми Гроссман, Коди Ферн, Чад Джеймс Бьюкэнэн, Джон Кэрролл Линч, Дилан Макдермотт, Чарльз Мелтон и Билли Лурд, наряду с новыми членами каста Дэнни Трехо, Кевином Макхейлом, Диллоном Бёрнсайдом, Мэдисон Бэйли, Рензи Фелизом, Эми Грабов, Нико Гритэмом, Роненом Рубинштейном, Вирджинией Гарднер, Дейном Дильегро и многими другими.

## Сезоны
| Сезон | Серии | Серии | Даты показа     | Даты показа     |
| Сезон | Серии | Серии | Первая серия    | Последняя серия |
| ----- | ----- | ----- | --------------- | --------------- |
| 1     | 7     | 7     | 15 июля 2021    | 19 августа 2021 |
| 2     | 8     | 8     | 21 июля 2022    | 8 сентября 2022 |
| 3     | 9     | 4     | 26 октября 2023 | 26 октября 2023 |
| 3     | 9     | 5     | 15 октября 2024 | 15 октября 2024 |

## Список серий

### Сезон 1 (2021)
| № общий | № в сезоне | Название                                                    | Режиссёр       | Автор сценария            | Дата премьеры   |
| --- | ---------- | ----------------------------------------------------------- | -------------- | ------------------------- | --------------- |
| 1 | 1          | «Женщина в латексе: часть первая» «Rubber (wo)Man Part One» | Лони Перистер  | Райан Мёрфи и Брэд Фэлчак | 15 июля 2021    |
| Скарлетт Уинслоу и её папы Майкл и Трой переезжают в заброшенный особняк с мрачным прошлым, более известный как «Дом-убийца». После того, как девушку наказывают за просмотр садомазохистской порнографии, она сбегает из дома на вечеринку к однокласснице Майе, к которой испытывает чувства. Позже той же ночью, Майя приглашает Скарлетт в спальню, где та делится своими сексуальными желаниями. Шанти, лучшая подруга Уинслоу, через сообщения оповещает её о том, что она попала на жестокий розыгрыш и их диалог транслируется в прямом эфире. Скарлетт быстро покидает вечеринку и чтобы отомстить Майе и её подругам, приглашает их в свой дом, где дожидается появления компании в подвале, а затем убивает всех, надев латексный костюм. |            |                                                             |                |                           |                 |
| 2 | 2          | «Женщина в латексе: часть вторая» «Rubber (wo)Man Part Two» | Лони Перистер  | Брэд Фэлчак               | 15 июля 2021    |
| Скарлетт вступает в новый запутанный роман с Руби, девушкой, которая совершила суицид в «Доме-убийце» и теперь является призраком. Трой начинает изменять Майклу с подрядчиком Адамом. Обнаружив тела Майи и её подруг за кирпичной стеной, Адам шантажирует пару Уинслоу, но затем погибает от рук человека в латексе. Майкл и Трой пытаются сбежать из дома, но понимают, что не могут уйти, так как ранее их убила Руби, чтобы Скарлетт ничего не мешало перед решением покинуть мир живых и остаться с ней навсегда. В ночь Хэллоуина все призраки дома выходят на свободу. Майя и её подруги строят неудачный план мести. На рассвете Скарлетт говорит Руби, что пока не готова умирать и выражает желание съехать из дома, обещая навещать свою любовь каждый Хэллоуин. |            |                                                             |                |                           |                 |
| 3 | 3          | «Автокинотеатр» «Drive In»                                  | Эдуардо Санчес | Мэнни Кото                | 22 июля 2021    |
| Келли и её парень Чед устраивают свидание в автокинотеатре на показе запрещённого фильма «Кролик Кролик». В прошлом, фильм якобы вызвал у зрителей сумасшествие и просмотр закончился трагедией. После того случая, Типпер Гор запретила картину для проката. Келли заявляет Чеду, что готова потерять девственность. Оказавшись в эпицентре массовой истерии, пара наблюдает за тем, как все зрители начинают нападать друг на друга и пожирать. Молодые влюблённые проникают в проекционное помещение и уничтожают копию фильма. Как только им удаётся сбежать из того района, они едут к Ларри Биттерману, режиссёру фильма, чтобы сжечь все другие любые копии произведения и сам оригинал. Ларри сгорает в доме на колёсах вместе с работой всей его жизни. Келли и Чед празднуют победу, не зная того, что «Кролик Кролик» был продан стриминговому сервису Netflix. |            |                                                             |                |                           |                 |
| 4 | 4          | «Список непослушных» «The Naughty List»                     | Макс Уинклер   | Мэнни Кото                | 29 июля 2021    |
| Четверо инфлюенсеров – Уайатт, Зинн, Барри и Джеймс живут в одном доме и имеют совместный канал на YouTube под названием «Bro House». Они начинают терять популярность после того, как выкладывают видео, где мужчина прыгает с моста. Не сумев вернуть свою славу благодаря квирбейтингу, парни снимают видео-розыгрыш в торговом центре Санта Вилладж. В канун Рождества они его загружают и сталкиваются с проникновением актёра Санты-Клауса из магазина в их дом. Убийства участников «Bro House» сразу выкладываются на их аккаунт, который преодолевает порог в пять миллионов подписчиков. Убийца Санта поджигает дом и и готовится к новым преступлениям. На следующий день полиция находит праздничную ёлку, украшенную останками известных блогеров. |            |                                                             |                |                           |                 |
| 5 | 5          | «Баал» «BA'AL»                                              | Санаа Хамри    | Эли Адлер и Мэнни Кото    | 5 августа 2021  |
| После нескольких неудачных попыток забеременеть, Лив Уитли получает тотем от Бернадетт, администратора в клинике репродуктивной медицины. В ночь очередного зачатия, она кладёт его под кровать и наконец становится мамой своего сына Аарона. Шестнадцать месяцев спустя Лив сталкивается с послеродовой депрессией и начинает видеть демона Баала, преследующего её ребёнка. Тогда девушка решает вновь найти сотрудницу клиники и попросить помощи в ритуале изгнания. Во время его совершения, Лив случайно вонзает нож в своего мужа Мэтта Уэбба. Доктор направляет Уитли в лечебницу. Оказывается, что Мэтт и его друзья из колледжа организовывали каждое сверхъестественное событие в доме, чтобы обмануть Лив и получить её деньги, а также скрыть измену Уэбба с Бернадетт. Когда они празднуют свой успех, появляется настоящий Баал и убивает всех друзей парня. Выясняется, что инструкция ритуала изгнания, которую Бернадетт дала Лив, на самом деле была заклинанием призыва и девушка намеренно отправила Баала отомстить за себя. Мэтта отправляют в тюрьму, а Лив приглашает демона для того, чтобы завести второго ребёнка. |            |                                                             |                |                           |                 |
| 6 | 6          | «Одичавший» «Feral»                                         | Мэнни Кото     | Мэнни Кото                | 12 августа 2021 |
| Мальчик по имени Джейкоб исчезает во время семейного похода. Десять лет спустя к его отцу Джею обращается охотник Боб, который предоставляет доказательства того, что Джейкоб жив. Боб считает, что мальчика похитил наркокартель и предлагает мужчине отправиться в лес, чтобы узнать информацию о его местонахождении. Эдди, жена Джея, скептически настроена к новостям, но всё же присоединяется к мужу. Отведя пару в глубь леса, Боб признаётся в том, что это был лишь план по их ограблению. Джей получает ранение, а Боба съедают дикие человекообразные существа. Джей и Эдди ищут убежище на станции рейнджеров парка. Стэн Фогель, с которым они встречались ранее, сообщает, что служба национальных парков была создана правительством для защиты общественности от скопления одичавших людей. На их группу нападают монстры, Стэн погибает, а Джей и Эдди попадают к предводителю существ – их выросшему сыну Джейкобу. Он узнаёт родителей и даёт разрешение на их растерзание. |            |                                                             |                |                           |                 |
| 7 | 7          | «Игра окончена» «Game Over»                                 | Лиз Фридлендер | Райан Мёрфи и Брэд Фэлчак | 19 августа 2021 |
| Мишелль бросает все силы на создание видеоигры по мотивам любимого сериала своего сына Рори – «Американская история ужасов». Она просит оценить первую версию, сюжет которой заключается в том, что пара фанатов осмеливается провести ночь в «Доме-убийце» и пройти квест. Позже они понимают, что все ужасы происходят по-настоящему. Рори ссорится с мамой из-за того, что она помешалась на игре и это не приносит пользы. Мишелль решает проникнуть в «Дом-убийцу» под предлогом его покупки, чтобы почувствовать атмосферу и вдохновиться. Призраки покидают дом на одну Хэллоуинскую ночь и Мишелль вступает в диалог с доктором Беном Хармоном. Человек в латексе убивает женщину, дух которой обречён на заточение в доме. Она извиняется перед сыном, а тот не желает её видеть и планирует сжечь злосчастный дом, чтобы очистить землю. Узнав об этом, Руби пытается ему помешать, но её останавливают Бен, Майя и её подруги. Рори поджигает особняк и на его месте строят новый дом. Позже его покупает Скарлетт, в планах которой воссоединение со своей возлюбленной. Руби становится единственным призраком, не выразившим желание обрести покой. После наступления счастливого конца, выясняется, что это была вторая обновлённая версия игры. |            |                                                             |                |                           |                 |

### Сезон 2 (2022)
| № общий | № в сезоне | Название                      | Режиссёр                | Автор сценария   | Дата премьеры   |
| --- | ---------- | ----------------------------- | ----------------------- | ---------------- | --------------- |
| 8 | 1          | «Кукольный домик» «Dollhouse» | Лони Перистере          | Мэнни Кото       | 21 июля 2022    |
| Сумасшедший кукольник Ван Вирт похищает Коби, чтобы добавить её в свою личную коллекцию кукол у себя в доме. Она присоединяется к нескольким другим похищенным женщинам: Аурелии, Харлин, Фэй и Бонни. Они рассказали Коби, что после убийства его неверной жены Ван Вирт хочет заменить мать своему сыну Отису и решил, что женщины должны побороться за эту честь в "конкурсе красоты". Отис тепло относится к Коби, которая развлекает его своими способностями телекинеза. Во время представления, Фэй и Бонни проваливают тесты Ван Вирта и их убивают. Оставшиеся женщины замышляют побег. Коби отказывается уходить без Отиса и вернувшись за ним попадает в плен, а помощник Ван Вирта Юстас убивает Харлин и Аурелию. Поскольку Коби рисковала своей жизнью, чтобы спасти Отиса, Ван Вирт объявляет её победительницей и упаковывает в пластик, чтобы она стала живой "куклой". Однако, в дом прибывают две ведьмы и понимают, что Коби одна из них. Они спасают её, поджигают дом и убивают Ван Вирта и Юстаса. Ведьмы приводят Коби и Отиса в Академию мисс Робишо. Отис использует своё второе имя — Сполдинг, для собственной безопасности и знакомится с девушкой по имени Миртл Сноу. |            |                               |                         |                  |                 |
| 9 | 2          | «Аура» «Aura»                 | Макс Винклер            | Мэнни Кото       | 28 июля 2022    |
| После переезда домой, Джаслин покупает «Ауру» — умное устройство для дверного звонка. Камера «Ауры» показывает ей старика снаружи; он зовёт её по имени и пытается войти, но от него не остается и следа. Муж Джаслин Брайс считает, что это розыгрыш, но она понимает, что этот человек — призрак мистера Хендрикса, уборщика в её средней школе. Хендрикс извиняется за сексуальные домогательства к ней в прошлом, а затем исчезает. Вскоре, в «Ауре» появляется ещё один призрак, и Брайс снова настаивает, что это розыгрыш. Джаслин узнает, что «Аура» обнаруживает духов с помощью электромагнетизма, и что призрак Мэри Джин погибла в результате ДТП. Брайс признается, что ранее был помолвлен с Мэри Джин, но толкнул её под машину узнав, что она беременна; машина только покалечила Мэри, поэтому он убил девушку, свернув ей шею. Брайс нападает на Джаслин, но Мэри Джин убивает его. Три месяца спустя Джаслин переезжает в новую квартиру, в которой вновь установлена «Аура». Разъярённый призрак Брайса появляется на камере устройства и пытается ворваться в квартиру к Джаслин. |            |                               |                         |                  |                 |
| 10 | 3          | «Поездка» «Drive»             | Янзом Броуэн            | Мэнни Кото       | 4 августа 2022  |
| В конце ночной прогулки, за Марси гонится неизвестный мужчина на джипе. Она полна решимости продолжать отрываться по клубам, несмотря на то, что её муж Чэз узнал из новостей о пропажах местных жителей из клубов. Чэз понимает, что больше не может выносить их открытый брак и решает расстаться с Марси. Тем временем, её подруга Пайпер негативно относится к образу жизни Марси. Марси выслеживает владельца джипа Пола, и позже он начинает за ней следить. Пол говорит, что преследовал Марси для того, чтобы предупредить о ком-то на заднем сидении в её машине. Марси рассказывает, что она серийная убийца, и ходит по клубам, чтобы найти жертв, одну из которых он видел в её машине. Она пытает и убивает Пола как свидетеля всего, что он видел. Чэз соглашается дать их браку ещё один шанс и помочь Марси с убийствами, которые якобы сблизят их отношения. Некоторое время спустя Чэз и Марси вместе убивают Пайпер. |            |                               |                         |                  |                 |
| 11 | 4          | «Доярки» «Milkmaids»          | Алонсо Альварес-Барреда | Ауа Леди Джей    | 11 августа 2022 |
| 12 | 5          | «Кровавая Мэри» «Bloody Mary» | С. Х. Майн Муньос       | Анджела Л. Харви | 18 августа 2022 |
| Сёстры Элиза и Бьянка узнают от своей подруги Лины Лоуренс легенду о «Кровавой Мэри», которая исполняет желания тех, кто поклянется ей в верности. Каждая из четырёх девочек вызывает дух Мэри, которая поручает им ужасные задания (например, причинить кому-то боль), чтобы в свою очередь их желания исполнились. Лина и ещё одна подруга Мэгги проваливают задания Мэри, и впоследствии погибают. Элиза узнаёт информацию о Мэри, которая была беглой рабыней и содержалась в хижине после повторного захвата. Получив эту информацию, Элиза и Бьянка разрабатывают план, как заманить Мэри в хижину и убить её. Когда сёстры призывают Мэри, Элиза рассказывает о своём желании, и что просила у неё взамен Мэри, а именно, раздобыть древний кинжал и кровь трёх невинных людей; так же выясняется, что это именно Элиза убила Лину и Мэгги, а теперь намерена убить Бьянку. Однако, в итоге Бьянка убивает Элизу в целях самообороны. Затем, Мэри рассказывает свою историю о том, как её дух попал в зазеркалье. Это произошло после того, как она злоупотребила силами божества Мами Вата для осуществления своей мести. Бьянка выполняет своё обещание, предлагая свою душу Мэри. Это освобождает её из зазеркалья и Бьянка становится новой «Кровавой Мэри» и начинает строить планы, что сделает с теми, кто планирует её вызвать. |            |                               |                         |                  |                 |
| 13 | 6          | «Подтяжка лица» «Facelift»    | Маркус Стоукс           | Мэнни Кото       | 25 августа 2022 |
| 14 | 7          | «Некро» «Necro»               | Логан Кибенс            | Кристал Лю       | 1 сентября 2022 |
| 15 | 8          | «Озеро» «Lake»                | Тесса Блейк             | Мэнни Кото       | 8 сентября 2022 |

### Сезон 3 (2023—2024)
| Часть 1 |   |                                                |                       |                                         |                 |
| 16      | 1 | «Лучшая подружка» «Bestie»                     | Макс Уинклер          | Джо Бэйкен                              | 26 октября 2023 |
| 17      | 2 | «Дафна» «Daphne»                               | Эледжэнс Брэттон      | Брэд Фэлчак и Мэнни Кото                | 26 октября 2023 |
| 18      | 3 | «Ленточный червь» «Tapeworm»                   | Алексис Мартин Вудолл | Джо Бэйкен                              | 26 октября 2023 |
| 19      | 4 | «Орган» «Organ»                                | Петра Коллинз         | Мэнни Кото                              | 26 октября 2023 |
| Часть 2 |   |                                                |                       |                                         |                 |
| 20      | 5 | «Закулисье» «Backrooms»                        | Дэвид Гелб            | Джо Бейкон и Джон Робин Бэйтц           | 15 октября 2024 |
| 21      | 6 | «Нечто под кроватью» «The Thing Under the Bed» | Кортни Хоффман        | Мэнни Кото                              | 15 октября 2024 |
| 22      | 7 | «Отделение Х» «X»                              | Мэтт Спайсер          | Брэд Фэлчак, Остин Эллиотт и Мэнни Кото | 15 октября 2024 |
| 23      | 8 | «Клон» «Clone»                                 | Макс Винклер          | Нед Мартел и Чарли Карвер               | 15 октября 2024 |
| 24      | 9 | «Лепрекон» «Leprechaun»                        | Алексис Мартин Вудалл | Джо Бэйкен                              | 15 октября 2024 |

## Реакция

### Отзывы критиков
«Американские истории ужасов» получили в основном негативные отзывы. Сайт-агрегатор рецензий Rotten Tomatoes дал первому сезону 54 % рейтинга одобрения на основе 8 рецензий критиков, со средней оценкой 4,6/10. Консенсус критиков веб-сайта гласит: «В сериале есть свои положительные моменты, но отсутствие постоянного качества повествования среди частей и недостаточное количество страха создают неудовлетворительную картину».